# Руска дуњарица
Руска дуњарица (Cotoneaster multiflorus) је први пут описана 1830. године у Ледебуровој (Karl Friedrich von Ledebour, 1785-1851) публикацији Flora Altaica 2: 220, а опис, заснован на узорку из хербаријума Ботаничког института В.Л. Комаров у Санкт Петербургу, је дао Бунге (Alexander von Bunge, 1803-1890). Од 1879. широко је распрострањена по целом европском делу Русије. У Велику Британију интродукована је 1837. године преко Краљевске ботаничке баште Кју. У земљама где је нативна има различита имена: у Кини 水栒子 (шуи ксун зи), кизильник многоцветковый у Русији.

## Ареал
Од природе расте у Русији, средњој и југозападној Азији и Кини дуж речних долина на падинама у мешовитим шумама, ивицама шума, шикарама, поред потока појединачно или у мањим групама; од 1200 до 3500 m над морем. 

## Опис врсте
Листопадни до полузимзелени усправни жбун или мало дрво висине 0,5 - 5 m, са танким, лучно повијеним, у младости сомотасто длакавим гранчицама, црвенкастобраон или браонкасте боје.
Листови на стерилним гранама су овални до широко овални, лиска зашиљеног или тупог врха, широко клинасте или заобљене основе, (1,5-) 2-4 (-5) × (1,2-) 1,5-3 (-4) cm; средишњи нерв абаксијално испупчен, а адаксијално утиснут, наличје делимично длакаво, лице голо. Лисна петељка дуга 3-8 (-10) mm, у почетку са меким дугим длачицама, касније гола; приперци линеарни, 2,5-5 mm, прво слабо длакави, касније голи.
Фертилне гране су дебљине од 25 – 40 mm, са 3 – 4 листа и растреситим гроњама са 5 – 21 цветом. Главна оса цвасти и цветне дршке голе, ретко слабо длакаве; приперци линеарни 2–4 mm, голи или мало длакави. Цветне дршке 4–6 mm. Цветови бели 1-1.2 cm у пречнику, са звонастим хипантијумом који је абаксијално го. Чашични листићи троугласти, 1,5-2 × 2-2,5 mm, на врху зашиљени. Крунични листићи округласти пречника 4–5 mm, адаксијално са белим длачицама у основи. Прашника, око 20, нешто краћих од крунице. Тучак са апикално длакавим плодником и најчешће два слободна стубића који не премашују прашнике. Цвета у мају-јуну. 
Лажни плодови (pseudocarp) сочни, округли или објајасти (5–)7–8(–12) mm у пречнику, глатки црвени или љубичастоцрвени. Плодоношење обилно крајем августа. Са плодоношењем почиње од 4-6. године. У плоду две срасле коштице које су у горњој трећини дорзалне стране сјајне тамномрке као и на вентралној (равној) страни; остатак дорзалне стране срастао са меснатим делом, мат, светлији. 

## Биоеколошке карактеристике
Према подацима московске ботаничке баште (Главный ботанический сад им. Н.В. Цицина Российской академии наук) три примерка добијена из семена сакупљеног из природне популације у 25. години била су висока 2,3 m, а пречник круне био је 2,30 m. У Москви ступа у вегетацијски период 28. априла ± 11 дана, а вегетацију завршава 16. октобра  ± 11 дана. Одликује се средњом брзином раста. 
Руска дуњарица је Светлољубиви мезофит (добро подноси умерену сушу), микромезотерм и мезотроф. Заштићена је на природним стаништима. У Европи је доста ретка и среће се углавном по ботаничким баштама. Отпорна је на мраз, али мање од сродне дуњарице (Cotoneaster lucidus Schltdl.).
За успешан развој захтева плодна кречњачка земљишта. 

## Значај
Гаји се као украсна врста у јавним и приватним зеленим просторима због мноштва белих цвасти дуж витких грана упролеће и блиставоцрвених плодова ујесен. Листови дају допунску декоративност јер мењају боју: При олиставању упролеће су сребрнастосиви, преко лета тамнозелени, а ујесен пурпурноцрвени. Заслужује већу примену.

## Унутарврсни таксони
- Cotoneaster multiflorus var. atropurpureus T. T. Yu са љубичастоцрвеним плодовима пречника 5-6 mm;
- Cotoneaster multiflorus var. multiflorus са плодовима пречника 7-8 mm;
- Cotoneaster multiflorus var. calocarpus Rehder & E. H. Wilson (Cotoneaster przewalskii Pojark.) са плодовима пречника 10-12 mm, ужим и дужим листовима; плодоноси обилније.

## Размножавање
Размножава се семеном чија је клијавост 90%. Норматив сетве је 4 - 6 g/m. Сетвени материјал (срасле коштице) испољавају двоструку дормантност и третирају се концентрованом сумпорном киселином 90 минута и стратификују на 3-5оC 5 месеци. Резнице се ожиљавају 14-80% (без фитохормона).